# Pondok Udik
Pondok Udik is een bestuurslaag in het regentschap Bogor van de provincie West-Java, Indonesië. Pondok Udik telt 8391 inwoners (volkstelling 2010).